# Mister Moses
Mister Moses (Brasil:  Na Vastidão da África  ) é um filme britânico, de 1965, dos gêneros aventura e romance, dirigido por Ronald Neame,  roteirizado por Charles Beaumont e Monja Danischewsky, baseado no livro de Max Catto, música de John Barry.

## Sinopse
África, quando suas terras são ameaçadas de inundação por uma represa, uma tribo africana é tomada pela liderança de um aventureiro, que os conduzirá a segurança de novas terras. 

## Elenco
- Robert Mitchum ....... Joe Moses
- Carroll Baker ....... Julie Anderson
- Ian Bannen ....... Robert
- Alexander Knox ....... Reverendo Anderson
- Raymond St. Jacques .......  Ubi
- Orlando Martins ....... Chefe
- Reginald Beckwith ....... Parkhurst